# جيون إيو بين
جيون يو بين (مواليد 8 يناير 1978) هي ممثلة كورية جنوبية. اشتهرت بعد أدائها فيلم بعد موتي [الإنجليزية] (2018) والذي أكسبها جائزة أفضل ممثلة العام في مهرجان بوسان السينمائي الدولي الثاني والعشرين وجائزة النجم المستقل في مهرجان سيول السينمائي المستقل لعام 2017.

## روابط خارجية
جيون إيو بين على موقع IMDb (الإنجليزية)
- جيون إيو بين على موقع قاعدة بيانات الفيلم (الإنجليزية)